# Psycho-Pass Providence
Psycho-Pass: Providence es una película de anime policíaca de 2023 producida por Production I.G y dirigida por Naoyoshi Shiotani. Esta película basada en personajes que aparecen en la serie de televisión Psycho-Pass.

## Sinopsis
Ambientada en enero de 2118: "Mientras asistía a una reunión como Inspector Jefe de la Oficina de Seguridad Pública, Akane Tsunemori recibió un informe de que había ocurrido un incidente en un barco extranjero. Akane y Atsushi Shindo, jefe de la División de Estadísticas del Ministerio de Salud y Bienestar, que también asistía a la conferencia, se precipitan al lugar, pero por alguna razón, la autoridad para investigar se delega en la División de Acción de la Oficina de Coordinación en el Extranjero del Ministerio de Relaciones Exteriores.Desde el barco, la Dra. Milicia Stronskaya , a quien Atsushi había invitado como invitado a la reunión, es encontrado muerto. Detrás del incidente estaba la existencia de los "Peace Breakers", que la División de Acción había estado persiguiendo durante mucho tiempo. La División 1 del Departamento de Investigación Criminal se entera de que el El incidente fue causado por "Peacebreaker", que tiene como objetivo la investigación establecida del Dr. Stronskaya, conocida como el "Documento Stronskaya", y forma un equipo para realizar una investigación conjunta con el Departamento de Investigación del Comportamiento. Allí encuentran a Shinya Kogami, un ex fugitivo de la Oficina de Seguridad Pública. Con la cooperación de Joji Saiga, con quien el Dr. Stronskaya se había comunicado por última vez, el equipo se dirige a Dejima para obtener el documento. Akane y Kogami se enfrentan a un caso inesperadamente grande relacionado con el "Documento Stronskaya". Se oculta una verdad que sacudirá al gobierno japonés y al Sistema Sibyl. La "historia no contada" que conecta el eslabón perdido entre Psycho-Pass: Sinners of the System Case 3: On the Other Side of Love and Hate y Psycho-Pass 3 finalmente será revelada".

## Reparto
| Personaje           | Actor de voz original |
| ------------------- | --------------------- |
| Shinya Kōgami       | Tomokazu Seki         |
| Akane Tsunemori     | Kana Hanazawa         |
| Nobuchika Ginoza    | Kenji Nojima          |
| Mika Shimotsuki     | Ayane Sakura          |
| Teppei Sugo         | Hiroki Tōchi          |
| Tomomi Masaoka      | Kinryū Arimoto        |
| Sho Hinakawa        | Takahiro Sakurai      |
| Shion Karanomori    | Miyuki Sawashiro      |
| Frederica Hanashiro | Takako Honda          |
| Dominador           | Noriko Hidaka         |
| Jouji Saiga         | Kazuhiro Yamaji       |

## Producción
La película se reveló por primera vez en agosto de 2022 como parte de una celebración de la serie de anime Psycho-Pass que alcanzó su décimo aniversario con Naoyoshi Shiotani volviendo a dirigir en Production I.G, y Tōhō está distribuyendo. El décimo aniversario fue promovido por Tomokazu Seki, la voz de uno de los protagonistas, Shinya Kogami. El programa de radio también se utilizó nuevamente con Kenji Nojima, la voz de Nobuchika Ginoza, como presentador. Se realizaron muchos otros eventos promocionales a lo largo de 2022.
En enero de 2023, se anunció que la película se estrenaría el 12 de mayo de 2023 con el regreso de los escritores Makoto Fukami y Tow Ubukata. El tema principal "Alexithymia Spare" de Ling Tosite Sigure, mientras que el tema final "Tōjisha" (The One Concerned) de Egoist.
Crunchyroll obtuvo la licencia de la película a nivel internacional y está programada para estrenarla en los cines el 14 de julio de 2023 en Estados Unidos, en España se estrenó el 18 de agosto, en Chile, México y Perú se estrenó el 28 de septiembre.